# Bodflon Fyrån
Bodflon Fyrån este o arie protejată (arie specială de conservare — SAC, sit de importanță comunitară — SCI) din Suedia întinsă pe o suprafață de 56,7 ha, integral pe uscat.

## Localizare
Centrul sitului Bodflon Fyrån este situat la coordonatele 63°34′53″N 15°08′51″E / 63.5815°N 15.1474°E.

## Înființare
Situl Bodflon Fyrån a fost declarat sit de importanță comunitară în mai 2001 pentru a proteja 3 specii de plante. Situl a fost protejat și ca arie specială de conservare în martie 2011.

## Biodiversitate
Situată în ecoregiunea boreală, aria protejată conține 3 habitate naturale: Păduri fino-scandinave bogate în ierburi cu Picea abies, Taiga vestică, Mlaștini alcaline.
La baza desemnării sitului se află mai multe specii protejate de  plante (3): papucul doamnei (Cypripedium calceolus), Hamatocaulis vernicosus, ochii-șoricelului (Saxifraga hirculus).